# Visdomens hus

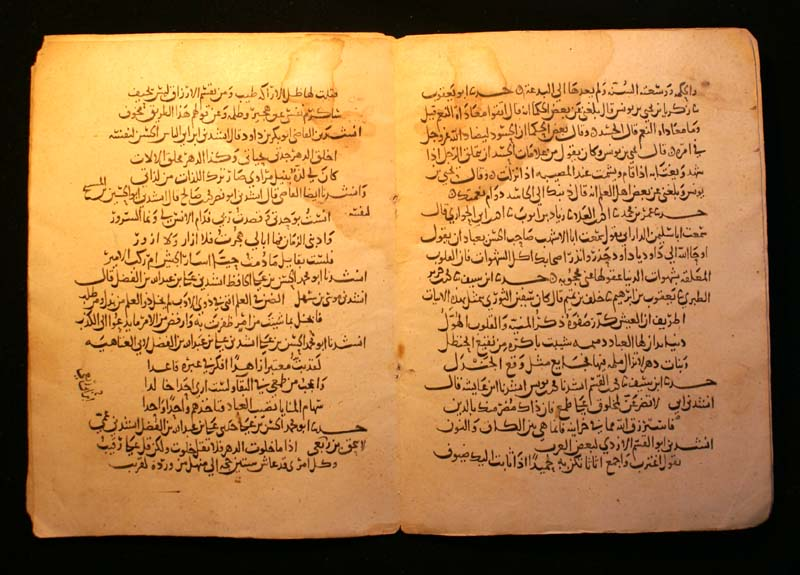
En av de äldsta vetenskapliga skrifterna från den abbasidiska perioden

Visdomens hus (arabiska: بيت الحكمة, Bayt al-Hikma) var ett bibliotek och en akademi i medeltidens Bagdad.

## Historia
Visdomens hus grundades ursprungligen av kalif Harun al-Rashid under vars regeringstid intresset för grekisk, persisk och indisk litteratur och vetenskap ännu var mycket stort i det Abbasidiska kalifatet. 
Harun al-Rashid var personligen intresserad av poesi och vetenskap och under hans andra son, kalif Al-Mamun, kom Visdomens hus glansdagar. Sponsrandet av lärosätet stöddes av Bagdads köpmän liksom militärer.
Under Al-Mamuns efterträdare blomstrade studierna vid lärosätet och dess ryktbarhet och inflytande växte. Den mutazilitiska skolan inom islam dominerade hos kaliferna men detta tog slut under kalif Al-Mutawakkils tid vid makten, åren 847-861. Denne följde en striktare religiös tro och såg grekisk filosofi och annan icke-arabisk vetenskap som Visdomens hus tillägnats som oislamisk. Lärosätets prominens försvann därefter i rask takt liksom den vetenskapsiver som tidigare rådde i kalifatet.
Visdomens hus, liksom resten av staden, totalförstördes under den mongoliska belägringen av Bagdad år 1258 på order av Hülegü khan och ingenting av lärosätet finns kvar idag. Den iranske matematikern och filosofen Nasir al-Din al-Tusi hann dock rädda över 400 000 texter som han förde med sig till observatoriet i Maragha, Iran.

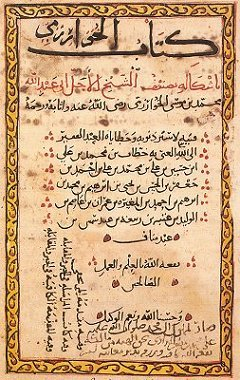
En sida ur al-Khwarizmis matematiska bok Kitab al-Jabr

## Forskning och utbildning
Förutom ett bibliotek var Visdomens hus också ett centrum för tidig medeltida vetenskap. Framför allt gjorde man den grekiska antikens vetenskap känd, genom att översätta viktiga böcker till arabiska. Antik litteratur studerades och översattes också från medeltidskinesiska, fornpersiska, sanskrit och syriska. En förebild var Gundishapurakademin, som var ett viktigt lärosäte i senantikens Persien. Vissa böcker tillföll kalifatet som krigsbyte, exempelvis ska den antika grekiske astronomen Klaudios Ptolemaios verk Almagest ha getts upp av Bysantinska riket som del av ett fredsavtal.
En av de främsta översättarna var den kristne Hunayn ibn Ishaq som personligen utsågs av kalifen. En annan känd person som utbildades i Visdomens hus var al-Khwarizmi som i västvärlden är mest känd för algoritmer, algebra och trigonometri.
Lärosätet spelade en större roll i Bagdad än som rent akademiskt centra. Ämbetsmän, ingenjörer, arkitekter, läkare och rådgivare utbildades där och ofta i fler än en disciplin.